# Odawara
Odawara (jap. 小田原市 Odawara-shi) – miasto w Japonii, w prefekturze Kanagawa, na wyspie Honsiu (Honshū). 

## Położenie
Miasto leży w zachodniej części prefektury Kanagawa nad zatoką Sagami. Graniczy z:
- Hakone
- Minamiashigarą
- Ōi, Kaisei, Nakai
- Hakone, Manazuru, Yugawara

## Gospodarka
W mieście rozwinął się przemysł chemiczny, środków transportu, celulozowo-papierniczy, włókienniczy, metalowy, maszynowy oraz elektrotechniczny.

## Historia
Miasto było jedną ze stacji na trasie Tōkaidō w okresie Edo. 
20 grudnia 1940 roku w wyniku połączenia miasteczek Odawara (jap. 小田原町 Odawara-machi), Ashigara (jap. 足柄町 Ashigara-machi) i wsi Ōkubo (jap. 大窪村 Ōkubo-mura), Hayakawa (jap. 早川村 Hayakawa-mura) i Sakawa (jap. 酒匂村 Sakawa-mura) powstało miasto Odawara. 
W dniu 15 sierpnia 1945 miasto było ostatnim bombardowanym w Japonii.
W mieście urodził się Hiroyuki Kawai.

## Transport
- Drogi:
  - Droga krajowa nr 1, do Tokio i do Kioto
  - Droga krajowa nr 135, do Shimody
  - Droga krajowa nr 255, do Hadano
  - Droga krajowa nr 271, do Atsugi (płatna)

- Kolej:
  - Linia JR Tōkaidō Shinkansen z Tokio do Osaki
  - Linia JR Tōkaidō z Tokio do Atami
  - Linia Odakyu-Odawara do Shinjuku
  - Linia Hakone Tozan do Hakone
  - Linia Daiyuzan do Sekimoto

## Populacja
Zmiany w populacji Odawary w latach 1970–2015:
| Rok  | Populacja |
| ---- | --------- |
| 1970 | 163 631   |
| 1975 | 173 519   |
| 1980 | 177 467   |
| 1985 | 185 941   |
| 1990 | 193 417   |
| 1995 | 200 103   |
| 2000 | 200 173   |
| 2005 | 198 741   |
| 2010 | 198 327   |
| 2015 | 194 086   |

## Lokalne atrakcje
- Zamek Odawara

## Miasta partnerskie
- Stany Zjednoczone: Chula Vista
- Australia: Manly